# Cutler (Califòrnia)
Cutler és una població dels Estats Units a l'estat de Califòrnia. Segons el cens del 2000 tenia 4.491 habitants.

## Demografia
Segons el cens del 2000, Cutler tenia 4.491 habitants, 909 habitatges, i 826 famílies. La densitat de població era de 2.281,6 habitants per km².
Dels 909 habitatges en un 60,1% hi vivien nens de menys de 18 anys, en un 63,1% hi vivien parelles casades, en un 17,3% dones solteres, i en un 9,1% no eren unitats familiars. En el 5,1% dels habitatges hi vivien persones soles el 3% de les quals corresponia a persones de 65 anys o més que vivien soles. El nombre mitjà de persones vivint en cada habitatge era de 4,94 i el nombre mitjà de persones que vivien en cada família era de 4,81.
Per edats la població es repartia de la següent manera: un 37,4% tenia menys de 18 anys, un 15,7% entre 18 i 24, un 29% entre 25 i 44, un 13% de 45 a 60 i un 4,9% 65 anys o més.
L'edat mediana era de 24 anys. Per cada 100 dones de 18 o més anys hi havia 131,4 homes.
La renda mediana per habitatge era de 24.330 $ i la renda mediana per família de 24.432 $. Els homes tenien una renda mediana de 18.250 $ mentre que les dones 16.622 $. La renda per capita de la població era de 6.254 $. Entorn del 33,2% de les famílies i el 39,1% de la població estaven per davall del llindar de pobresa.

## Poblacions més properes
El següent diagrama mostra les poblacions més properes.